# Scott Shenker
Scott Joseph Shenker, né 24 janvier 1956 à Alexandria (Virginie), est un informaticien américain. Il est professeur émérite à l'université de Californie à Berkeley, où il est chercheur principal au International Computer Science Institute (en) (ICSI).

## Biographie
Shenker fait des études de physique à l'université Brown avec un diplôme de B. Sc. en 1978, et à l'université de Chicago, où il obtient son Ph. D. en 1983 avec Leo Kadanoff (titre de la thèse : (Scaling Behavior In A Map Of A Circle Onto Itself: Empirical Results). Il est  chercheur postdoctoral à l'université Cornell et, à partir de 1984, il travaille au Palo Alto Research Center. Il quitte PARC en 1998, et est un des fondateurs de l'ATT Center for Internet Research qui a été ensuite
été renommé ICSI Center for Internet Research (ICIR).
Il est le frère du physicien théoricien Stephen Shenker (en).

## Travaux
Ses intérêts de recherche comprennent l'architecture Internet, les réseaux définis par logiciel, l'infrastructure des centres de données, les grands systèmes distribués, la théorie des jeux et la théorie économique. Il est l'un des auteurs dans la catégorie des ISI Highly Cited.

## Prix et distinctions
Shenker est fellow de l'Association for Computing Machinery, de l'IEEE et de la Académie nationale d'ingénierie des États-Unis.
En 2002, il a reçu le SIGCOMM Award, en 2006 le IEEE Internet Award .
En 2007, il est fait docteur honoris causa de l'université de Chicago.
En 2016, est élu membre de l'Académie américaine des arts et des sciences, 
En 2017, il reçoit le Prix Paris-Kanellakis et en 2019 il est élu membre de l'Académie nationale des sciences.
En 2011 et 2017, il est récipiendaire du « ACM Test of time Award ». En 2020, il est « IETI distinguished fellow ».

## Publications (sélection)
- Hari Balakrishnan, Sujata Banerjee, Israel Cidon, David E. Culler, Deborah Estrin, Ethan Katz-Bassett, Arvind Krishnamurthy, James Murphy McCauley, Nick McKeown, Aurojit Panda, Sylvia Ratnasamy, Jennifer Rexford, Michael Schapira, Scott Shenker, Ion Stoica, David L. Tennenhouse, Amin Vahdat, Ellen W. Zegura, « Revitalizing the public internet by making it extensible », ACM SIGCOMM Computer Communication Review, vol. 51, no 2,‎ 2021, p. 18-24.
- Reynold S. Xin, Josh Rosen, Matei Zaharia, Michael J. Franklin, Scott Shenker, Ion Stoica, « Shark: SQL and rich analytics at scale », ACM SIGMOD International Conference on Management of Data, ACM Press,‎ 2013, p. 13-24.
- Joan Feigenbaum, Scott Shenker, « Distributed algorithmic mechanism design: recent results and future directions », Proc. 6th Intl. Workshop on Discrete Algorithms and Methods for Mobile Computing and Communications, ACM Press,‎ 2002, p. 1-13.
- Sylvia Ratnasamy, Paul Francis, Mark Handley, Richard M. Karp, Scott Shenker, « A scalable content-addressable network », Proc. ACM SIGCOMM 2001 Conf.: Applications, Technologies, Architectures, and Protocols for Computer Communications, ACM Press,‎ 2001, p. 161–172.
- Robert Braden, David D. Clark, Scott Shenker, « Integrated services in the internet architecture: an overview », Request For Comments (RFC), no 1633,‎ juin 1994, p. 1–33 (DOI 10.17487/RFC1633, lire en ligne).
- Alan J. Demers, Srinivasan Keshav, Scott Shenker, « Analysis and simulation of a fair queueing algorithm », Proc. SIGCOMM '89 Symp. on Communications Architectures and Protocols, ACM Press,‎ 1989, p. 1–12.
- Alan J. Demers, Daniel H. Greene, Carl Hauser, Wes Irish, John Larson, Scott Shenker, Howard E. Sturgis, Daniel C. Swinehart, Douglas B. Terry, « Epidemic algorithms for replicated database maintenance », Proc. 6th Annual ACM Symp. on Principles of Distributed Computing, ACM Press,‎ 1987, p. 1–12.